# Eneida (film)
Cet article concerne le film d'animation. Pour le poème dont le film est adapté, voir Eneida.
Pour plus de détails, voir Fiche technique et Distribution.
Eneida (Енеїда) est un film d'animation ukrainien réalisé par Volodymyr Dakhno en 1991. Il s'agit d'une adaptation du poème du même nom composé par Ivan Kotliarevsky en 1794, la première œuvre entièrement composée en ukrainien, qui consistait elle-même en une parodie de l’Énéide, l'épopée du poète latin Virgile.

## Synopsis
L'histoire d’Eneida parodie celle de l’Énéide, dans laquelle Énée, prince de Troie, quitte sa ville détruite par les Achéens après la ruse du cheval de Troie, et entame un long voyage en quête d'un endroit où fonder une nouvelle Troie, qui sera finalement Rome. Les Troyens deviennent ici des Cosaques.

## Fiche technique
- Titre original : Енеїда
- Réalisateur : Volodymyr Dakhno (Володимир Дахно)
- Scénario : Youriy Alikov (Юрій Аліков), d'après le poème d'Ivan Kotliarevsky
- Musique originale : Igor Poklad (Ігор Поклад)
- Distribution des rôles (voix) : Andriy Podoubynski (Андрій Подубинський)
- Animateurs : Édouard Kyrytch, Adolf Pedan, Nina Tchourylova, Marc Draïtsoun (Едуард Кирич, Адольф Педан, Ніна Чурилова, Марк Драйцун)
- Opérateur : Anatoliy Gavrylov (Анатолій Гаврилов)
- Opérateur du son : I. Moïjes (І. Мойжес)
- Studio de production : Ukranimafilm (Укранімафільм)
- Pays :  Ukraine
- Langue : ukrainien
- Durée : 69 minutes
- Date de sortie : 1991.